# Kreis Gilly
| Kreis Gilly           | Kreis Gilly        |
| Basisdaten            | Basisdaten         |
| --------------------- | ------------------ |
| Staat:                | Schweiz            |
| Kanton:               | Waadt (VD)         |
| Bezirk:               | Rolle              |
| Hauptort:             | Gilly              |
| Fläche:               | 32,04 km²          |
| Einwohner:            | 5'845 (31.12.2023) |
| Bevölkerungsdichte:   | 182 Einw. pro km²  |
| Aufgehoben am:        | 31. Dezember 2006  |
| Karte                 |                    |
| Karte von Kreis Gilly |                    |

Der Kreis Gilly (französisch Cercle de Gilly) war bis zum 31. August 2006 eine Verwaltungseinheit des Bezirks Rolle im Kanton Waadt in der Schweiz. Sitz des Kreisamtes war Gilly.
Der Kreis umfasste neun Gemeinden und war 32,04 km² gross. Die Gemeinden des ehemaligen Kreises zählten Ende 2023 5'845 Einwohner.
| Wappen               | Name der Gemeinde    | Einwohner (31. Dezember 2023) | Fläche in km² | Einw. pro km² |
| -------------------- | -------------------- | ----------------------------- | ------------- | ------------- |
| Bursinel             | Bursinel             | 525                           | 1,78          | 295           |
| Bursins              | Bursins              | 798                           | 3,37          | 237           |
| Burtigny             | Burtigny             | 407                           | 5,68          | 72            |
| Dully                | Dully                | 626                           | 1,64          | 382           |
| Essertines-sur-Rolle | Essertines-sur-Rolle | 761                           | 6,95          | 109           |
| Gilly                | Gilly                | 1'472                         | 7,76          | 190           |
| Luins                | Luins                | 626                           | 2,67          | 234           |
| Tartegnin            | Tartegnin            | 250                           | 1,09          | 229           |
| Vinzel               | Vinzel               | 380                           | 1,10          | 345           |
| Total (9)            | Total (9)            | 5'845                         | 32,04         | 182           |